# Barbodes belinka
Barbodes belinka är en fiskart som först beskrevs av Bleeker, 1860.  Barbodes belinka ingår i släktet Barbodes och familjen karpfiskar. Inga underarter finns listade.